# Santiago Derqui
Santiago Derqui (Córdoba, 21 de juny de 1809 – Corrientes, Argentina, 5 de setembre de 1867) fou un polític argentí, el primer president de l'Argentina en governar la Confederació i Buenos Aires, ja units com a Nació Argentina, des de la jura de la Constitució Argentina. El seu curt govern —uns divuit mesos entre els anys 1860 i 1861— va acabar amb la seva renúncia al càrrec després de la derrota de la Confederació Argentina a la batalla de Pavón.

## Confederació Argentina
El 1852, després de la caiguda de Rosas i la firma el 31 de maig d'aquell any de l'Acord de Sant Nicolau, Urquiza va assumir com a líder provisional de la Nació. Tot i això, la província de Buenos Aires no ratificaria el tractat, fet que va portar a la seva separació de la Confederació.
Urquiza, al càrrec de les relacions exteriors de la Confederació, va enviar a Derqui en missió especial al Paraguai. Fou delegat per Córdoba al congrés constituent de Santa Fe el 1853, del qual va ocupar la vicepresidència i fou un dels signataris de la Constitució Argentina.
El 1854 fou designat per a la cartera de Justícia, Culte i Instrucció Pública per Urquiza; poc després passaria a ocupar la d'Interior, que ocuparia durant tot el govern d'Urquiza. Va desenvolupar una activitat intensa i de perfil il·lustrat, promovent la creació de col·legis, l'obertura d'una impremta a la Universitat de Córdoba, la reglamentació i educació dels indígenes, nomenament de la comissió encarregada d'unificar els codis jurídics nacionals,...
A més va ser enviat amb freqüència com interventor de les províncies, on la seva prolongada acció li havia proporcionat coneguts. Pel seu vigor i lleialtat -tot i no comptar amb el carisma personal dels cabdills de l'època- Urquiza el va preferir com a candidat a la seva successió. El 1860 fou elegit com a successor d'Urquiza, i va assumir la presidència el 5 de març d'aquell any, acompanyat pel general Juan Esteban Pedernera.

## Presidència
El panorama d'aparent concòrdia en el qual va assumir Derqui va resultar només aparent. Les relacions amb Buenos Aires, amb les que aquest havia exercit un paper destacat com a ministre d'Urquiza no eren dolentes. Bartolomé Mitre, qui havia estat elegit governador per aquelles dates, va negociar amb Derqui les modificacions a la constitucio desitjades per a reincorporar la província a la Confederació. Tot i això, Urquiza, en aquest moment governador d'Entre Ríos a càrrec de les forces armades, es va resisitr al considerar unes cessions excessives als interessos portenys i va emprendre negociacions independents amb Buenos Aires. Les reunions trilaterals del 9 de juliol d'aquell any entre Derqui, Urquiza i Mitre per tal de celebrar l'aniversari de la Independència van resultar extremadament tenses.
Tot i això, el 18 d'octubre de 1860 Derqui va promulgar la Constitució modificada segons els desitjos de Buenos Aires; tres dies més tard el Congrés de la província la jura, i s'estableix el nom de "República Argentina" per al país en conjunt. A canvi de fer costat a Mitre, Derqui avala la creació de sucursals del Banc de la Província de Buenos Aires a l'interior i l'ús de la moneda portenya a l'aduana, la principal font d'ingressos de la ciutat portenya i un bé codiciat pel govern nacional.
El 16 de novembre les relacions amb Buenos Aires van tornar a tensar-se per la revelió a la província de San Juan, liderada per Antonino Aberastain, que acabaria amb l'assassinat del governador José Virasoro; Domingo Faustino Sarmiento, ministre de Mitre, no només va finançar i organitzar la revolució, també va aplaudir l'assassinat a la premsa. Derqui va designar governador de la província de San Luis, al general Juan Saá com interventor i va sufocar la rebel·lió.
A principis de 1861, el governador cordovès Mariano Fragueiro va derrotar una revolució en la seva contra, però la província va restar en un caos. Derqui va decidir intervenir en el govern de la mateixa i es va traslladar ell mateix a Córdoba.

## Batalla de Pavón
El clima d'hostilitat va dominar l'elecció dels delegats portenys a la nova convenció constituent, en la qual es va utilitzar la llei provincial. El govern de Derqui, va declarar nul·la l'elecció i en va convocar una altra, però Mitre es va negar a acatar la mesura. Urqiza va negar el suport al president, fet que va provocar que Derqui declarés la província en sedició.

## El final de la Confederació Argentina
Algunes setmanes més tard, l'exèrcit de Mitre va avançar cap a l'interior, deposant al governador de Santa Fe i massacrant a les forces federals, l'avenç no s'aturaria fins a dominar tot l'interior del país, fet que va provocar a la deposició dels vuit governadors legítimament elegits.
El 5 de novembre Derqui va embarcar cap a l'Uruguai amb el vaixell anglès Ardent; mai va firmar una renúncia, tan sols una carta personal a Pedernera per tal que solucionés la situació amb Urquiza i reconduís la situació. Tot i això ja era massa tard; Entre Ríos i algunes províncies més desconeixien l'autoritat del govern nacional i van delegar les funcions d'aquest a Mitre. Pedernera va declarar dissolt el govern nacional el 17 de desembre.
Va viure humilment a Montevideo fins al 1864, on ajudat pel Canceller del govern de Mitre, va tornar a Corrientes.
Va morir a Corrientes el 5 de novembre de 1867 en la pobresa més extrema; sigui per enemistat personal amb el bisbe de la diòcesi o per la impossibilitat de sufragar els costos de l'enterrament el seu cos va estar insepult durant uns dies fins que una moció popular va aconseguir que se sepultés al cementiri de Corrientes. Actualment les seves restes descanses a la Parròquia de La Santíssima Creu dels Miracles, a Corrientes.